# Pristaulacus gibbator
Pristaulacus gibbator is een vliesvleugelig insect uit de familie van de Aulacidae. De wetenschappelijke naam van de soort is voor het eerst geldig gepubliceerd in 1822 door Thunberg.